# Interstate 93
Pour les articles homonymes, voir Route 93.
L'Interstate 93 (I-93) est une autoroute inter-États de la région de Nouvelle-Angleterre, aux États-Unis d'Amérique. Elle débute au Massachusetts pour se terminer au Vermont, en passant dans le New Hampshire. Elle suit une orientation nord-sud en débutant au sud de l'agglomération de Boston, puis en traversant toute la ville du nord au sud en empruntant entre autres le Big Dig, célèbre tunnel autoroutier sous le centre-ville. Elle relie également le Grand Boston aux villes de Manchester et de Concord au New Hampshire. Elle continue vers le nord jusque dans les Montagnes Blanches (White Mountains), traversant le parc d'État de Franconia Notch. Elle continue vers le nord jusqu'au Vermont, où elle se termine à Saint-Johnsbury. Elle est l'une des trois autoroutes inter-États nord-sud de la partie centrale de la Nouvelle-Angleterre, avec l'I-89 et l'I-91. Elle possède une longueur totale d'un peu plus de 300 kilomètres et est notamment nommée la South East Expressway, la John F. Fitzgerald Expressway et la Alan Shepard Junior Highway.

## Description du tracé
|       | mi     | km     |
| ----- | ------ | ------ |
| MA    | 47,07  | 75,75  |
| NH    | 131,78 | 212,08 |
| VT    | 11,10  | 17,86  |
| Total | 189,95 | 305,69 |

### Agglomération de Boston

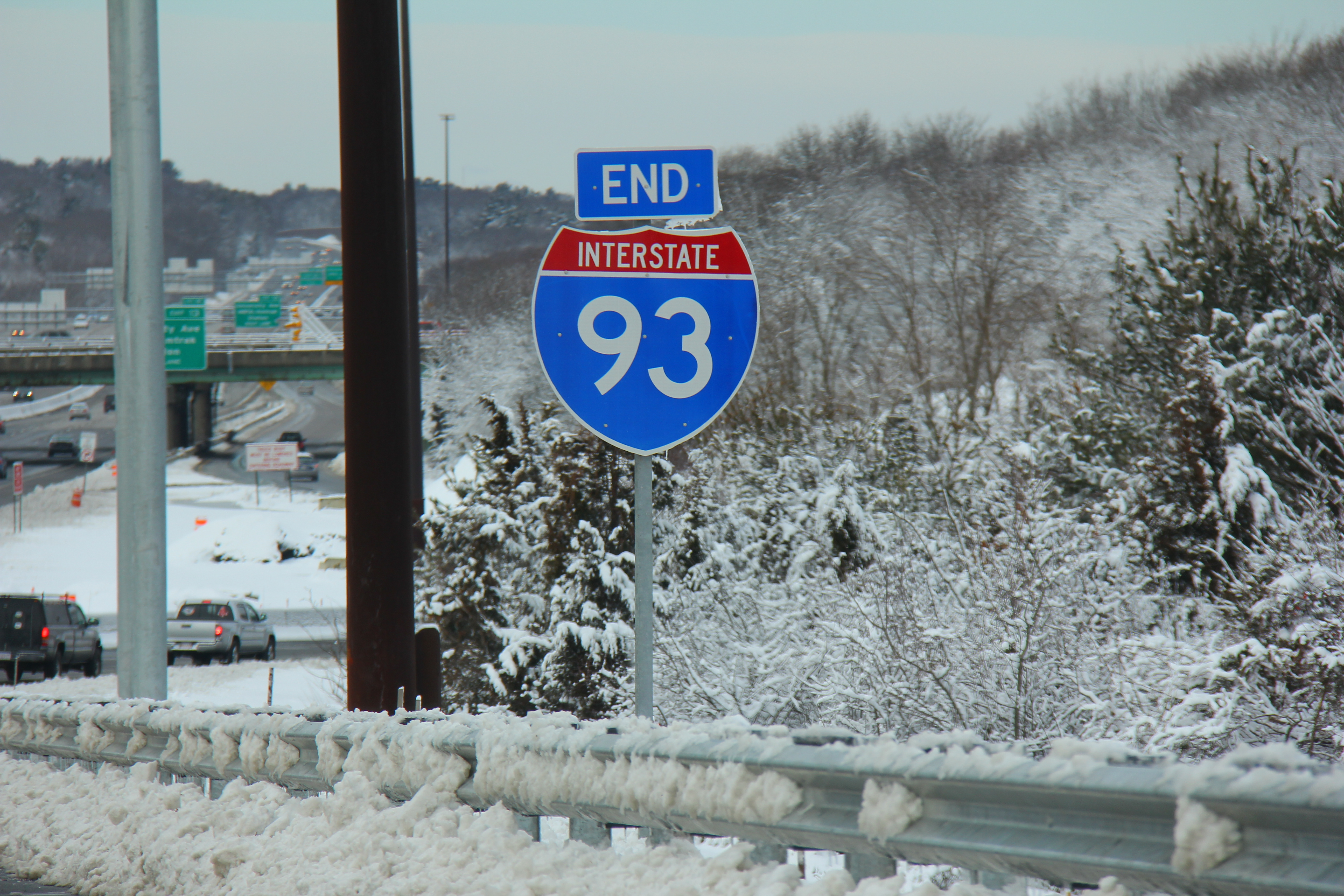
Terminus sud de l'I-93 à Canton, MA

L'I-93 est la principale autoroute nord/sud de Boston. Elle débute à l'intersection avec l'I-95 à Canton, se dirige vers l'est jusqu'à Quincy, où elle bifurque vers le nord en traversant la région la plus urbanisée de Boston, croisant l'I-90, empruntant le Big Dig, un long tunnel qui passe sous le centre-ville de Boston, passe sur le Zakim Bridge au-dessus la rivière Charles après avoir passé sous le TD Garden, puis croise la US 1 juste au nord. Elle continue ensuite de se diriger vers le nord dans Medford, puis plus loin, elle croise l'I-95 à nouveau près de Reading.

### Nord du Massachusetts
Elle se dirige vers le nord-nord-ouest pour le reste de son tracé au Massachusetts, en passant notamment à l'ouest d'Andover et de Lawrence. Elle croise notamment l'I-495 à Lawrence, puis traverse la frontière avec le New Hampshire juste au nord de la ville.

### New Hampshire (sud)
Toute la région sud du New Hampshire est la plus peuplée de l'État. L'I-93 traverse deux des trois plus grandes villes de l'État, soit Manchester et Concord. Elle se dirige également toujours vers le nord-nord-ouest dans cette section. Elle passe près de Derry juste au nord de la frontière avec le Massachusetts, puis contourne Manchester par le nord-est, en croisant notamment la route 101 du New Hampshire et l'I-293. Entre Manchester et Concord, l'I-93 devient une autoroute à péage, la Everett Turnpike. Immédiatement après le terminus nord du Turnpike, au sud de Concord, l'I-93 rencontre le terminus sud de l'I-89. Elle passe au sud-est de la ville et croise l'-393.

### New Hampshire (nord)

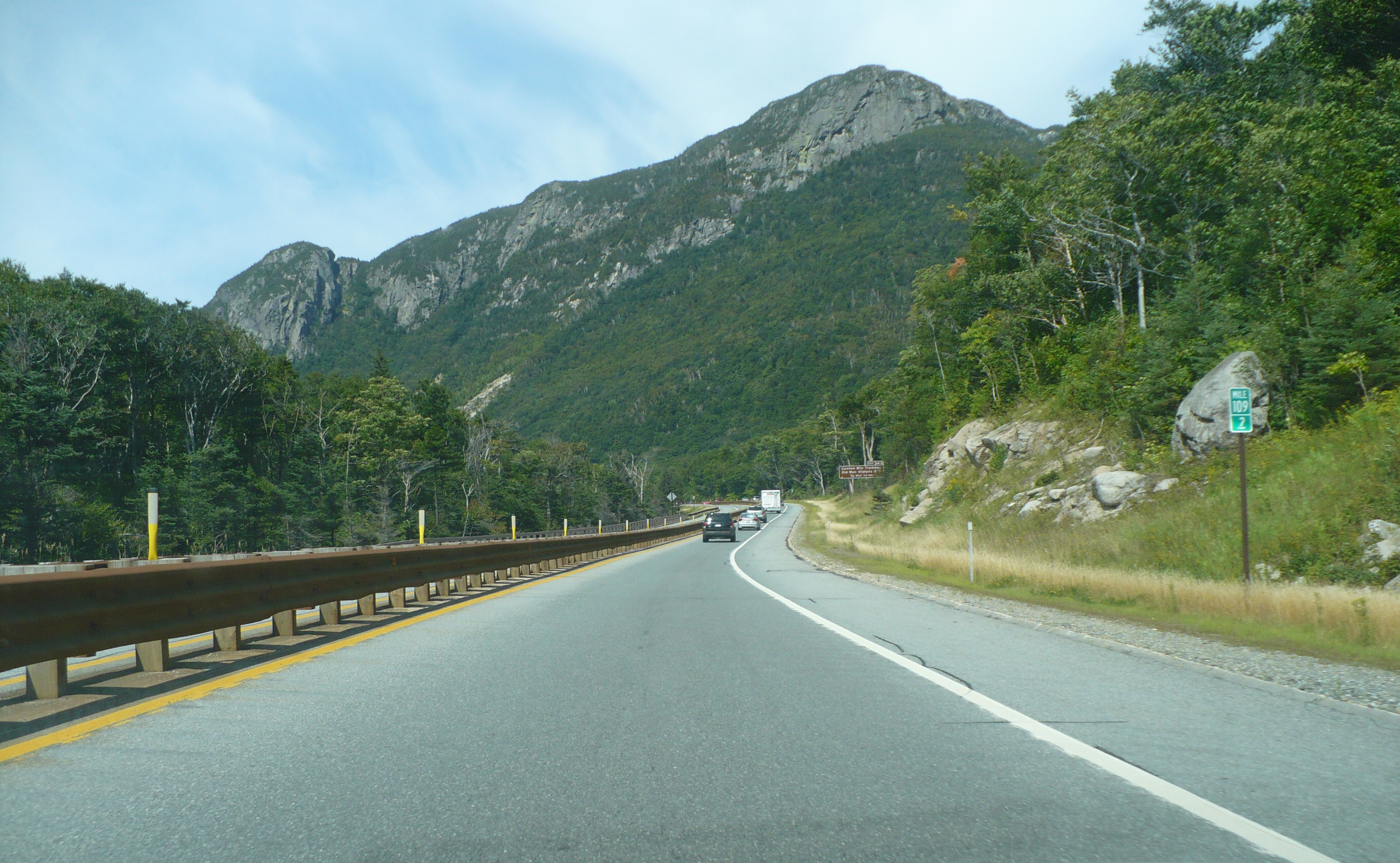
La section à une seule voie dans le parc national de Franconia Notch.

Le nord du New Hampshire est une région plus isolée et très montagneuse. L'I-93 devient l'axe majeur de circulation dans tout le nord de l'État, traversant Plymouth et Lincoln. Elle traverse par la suite toutes les White Mountains et le parc national de Franconia Notch, sur la route du même nom. Elle possède par la suite plusieurs courbes à travers Littleton jusqu'à la frontière avec le Vermont, située au-dessus du fleuve Connecticut.
L'I-93 est, dans le parc national de Franconia Notch, au nord du New Hampshire, une autoroute à une seule voie par direction, mais tout de même séparées. Cette étrange configuration est due à des normes environnementales dans le parc. C'est la seule section d'une autoroute inter-États américaine numérotée qui ne possède pas au moins deux voies dans chaque direction

### Vermont

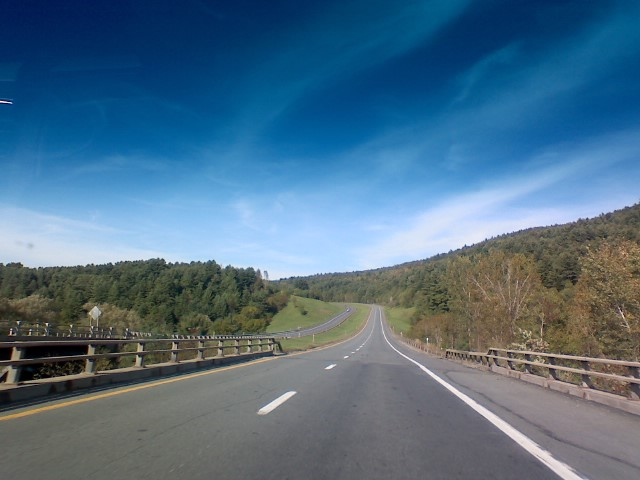
La 93 direction nord dans le Vermont, près de Saint-Johnsbury.

Une très courte section est présente dans le Vermont, longue d'environ 11 miles. Elle se dirige vers le nord-ouest en décrivant plusieurs courbes jusqu'au sud de Saint-Johnsbury, où elle se termine sur l'I-91 vers White River Junction et le Canada.

## Liste des sorties

### Massachusetts
| Interstate 93                                                   |                  |                                                                                            |       |                                                   |                                                                               | |
| Comté                                                           | Municipalité     | mi                                                                                         | km    | Sortie                                            | Intersections / Destinations                                                  | Notes |
| Norfolk                                                         | Canton           | 0,00                                                                                       | 0,00  | 1                                                 | I-95 / Route 128 nord / US 1 sud – Dedham, Portsmouth, Providence             | Terminus sud du multiplex avec US 1; indiqué sortie 1A (sud) et 1B (nord); sortie 26 de l'I-95                   |
| Norfolk                                                         | Canton           | 1,42                                                                                       | 2,28  | 2                                                 | Route 138 (en) – Stoughton, Milton                                            | Indiqué sortie 2A (sud) et 2B (nord)                                                                             |
| Norfolk                                                         | Milton           | 2,62                                                                                       | 4,21  | 3                                                 | Ponkapoag Trail – Houghton's Pond                                             | |
| Norfolk                                                         | Randolph         | 3,48                                                                                       | 5,60  | 4                                                 | Route 24 (en) sud – Brockton, Fall River                                      | |
| Norfolk                                                         | Randolph         | 4,23                                                                                       | 6,81  | 5                                                 | Route 28 (en) – Randolph, Milton                                              | Indiqué sortie 5A (sud) et 5B (nord)                                                                             |
| Norfolk                                                         | Braintree        | 6,45                                                                                       | 10,38 | 6                                                 | Route 37 (en) – West Quincy, Braintree, Holbrook                              | |
| Norfolk                                                         | Braintree        | 6,80                                                                                       | 10,95 | 7                                                 | Route 3 (en) sud – Braintree, Cap Cod                                         | Terminus sud du multiplex avec Route 3                                                                           |
| Norfolk                                                         | Braintree        | Terminus sud de la Southeast Expressway                                                    |       |                                                   |                                                                               | |
| Norfolk                                                         | Quincy           | 8,18                                                                                       | 13,17 | 8                                                 | Furnace Brook Parkway – Quincy                                                | |
| Norfolk                                                         | Milton           | 9,16                                                                                       | 14,75 | 9                                                 | Adams Street – Milton, North Quincy                                           | Indication direction nord                                                                                        |
| Norfolk                                                         | Milton           | 9,16                                                                                       | 14,75 | 9                                                 | Bryant Avenue – West Quincy                                                   | Indication direction sud                                                                                         |
| Norfolk                                                         | Milton           | 10,13                                                                                      | 16,31 | 10                                                | Squantum Street – Milton                                                      | Sortie direction sud seulement                                                                                   |
| Norfolk                                                         | Milton           | 10,84                                                                                      | 17,44 | 11                                                | Vers Route 203 (en) / Granite Avenue – Ashmont, Milton est                    | Pas d'accès I-93 nord vers et depuis Granite Avenue sud; indiqué sortie 11A (sud) et 11B (nord) en direction sud |
| Suffolk                                                         | Boston           | 11,58                                                                                      | 18,63 | 12                                                | Route 3A (en) sud – Neponset, Quincy                                          | Pas de sortie en direction nord                                                                                  |
| Suffolk                                                         | Boston           | 12,46                                                                                      | 20,05 | 13A                                               | Freeport Street – Dorchester                                                  | Sortie direction nord seulement                                                                                  |
| Suffolk                                                         | Boston           | 12,73                                                                                      | 20,48 | 13B                                               | Morissey Boulevard – Savin Hill                                               | Sortie direction nord, entrée direction sud                                                                      |
| Suffolk                                                         | Boston           | 14,34                                                                                      | 23,08 | 14                                                | Columbia Road – Dorchester, South Boston                                      | |
| Suffolk                                                         | Boston           | 14,82                                                                                      | 23,85 | 15A                                               | Southampton Street – Andrew Square                                            | Sortie direction nord, entrée direction sud                                                                      |
| Suffolk                                                         | Boston           | 15,10                                                                                      | 24,30 | 15B                                               | Frontage Road / Massachusetts Avenue – Roxbury, Andrew Square                 | Indiqué sortie 15 en direction sud                                                                               |
| Suffolk                                                         | Boston           | Terminus nord de la Southeast Expressway, terminus sud de la John F. Fitzgerald Expressway |       |                                                   |                                                                               | |
| Suffolk                                                         | Boston           | 15,34                                                                                      | 24,69 | 16                                                | I-90 Toll / Mass Pike – Aéroport Logan, Worcester, South Station              | Indication direction nord; sortie 134A-C de l'I-90                                                               |
| Suffolk                                                         | Boston           |                                                                                            |       | —                                                 | South Station / Aéroport                                                      | Sortie direction nord, entrée direction sud; ancienne sortie réservée aux HOV                                    |
| Suffolk                                                         | Boston           | Terminus sud du Tunnel O'Neill                                                             |       |                                                   |                                                                               | |
| Suffolk                                                         | Boston           | 17,25                                                                                      | 27,77 | 16A                                               | South Station                                                                 | Indication en direction sud                                                                                      |
| Suffolk                                                         | Boston           | 17,25                                                                                      | 27,77 | 16A                                               | I-90 Toll / Mass Pike / Albany Street                                         | Indication en direction sud; sortie 134B de l'I-90                                                               |
| Suffolk                                                         | Boston           | 16,69                                                                                      | 26,87 | —                                                 | Surface Road – Chinatown                                                      | Entrée en direction sud seulement                                                                                |
| Suffolk                                                         | Boston           | 17,34                                                                                      | 27,91 | 17                                                | Government Center                                                             | Sortie direction nord, entrée direction sud via North Street                                                     |
| Suffolk                                                         | Boston           | 17,49                                                                                      | 28,14 | 16B                                               | Purchase Street                                                               | Sortie et entrée en direction sud                                                                                |
| Suffolk                                                         | Boston           | 17,87                                                                                      | 28,77 | 17A                                               | Government Center                                                             | Sortie direction sud, entrée direction nord via Cross Street                                                     |
| Suffolk                                                         | Boston           | 17,87                                                                                      | 28,77 | 17B                                               | Route 1A (en) nord (Callahan Tunnel) – Aéroport                               | Sortie direction sud, entrée direction nord                                                                      |
| Suffolk                                                         | Boston           | Terminus nord du Tunnel O'Neill                                                            |       |                                                   |                                                                               | |
| Suffolk                                                         | Boston           | Pont Mémorial Leonard P. Zakim Bunker Hill au-dessus de la rivière Charles                 |       |                                                   |                                                                               | |
| Suffolk                                                         | Boston           | 17,89                                                                                      | 28,79 | 18                                                | Storrow Drive                                                                 | Route 3 (en) nord – Cambridge; indication direction nord; terminus nord du multiplex avec Route 3                |
| Suffolk                                                         | Boston           | 19,59                                                                                      | 31,52 | 18                                                | Route 28 (en) / Route 3 (en) nord – Leverett Circle, Cambridge, Storrow Drive | Indication direction sud                                                                                         |
| Suffolk                                                         | Boston           | 18,60                                                                                      | 29,94 | 19                                                | US 1 nord (Pont Tobin) – Revere                                               | Terminus nord du multiplex avec US 1                                                                             |
| Suffolk                                                         | Boston           | 18,60                                                                                      | 29,94 | Terminus nord de la John F. Fitzgerald Expressway |                                                                               | |
| Middlesex                                                       | Somerville       | 19,23                                                                                      | 30,95 | 20                                                | Vers Route 99 (en) – Sullivan Square, Somerville                              | Sortie direction nord seulement                                                                                  |
| Middlesex                                                       | Somerville       | 20,42                                                                                      | 32,86 | 20                                                | Sullivan Square, Charlestown, Assembly Square                                 | Sortie direction sud, entrée direction nord                                                                      |
| Middlesex                                                       | Somerville       | 20,26                                                                                      | 32,60 | 21                                                | Route 28 (en) / Route 38 (en) nord – Somerville, Medford                      | Indication en direction nord                                                                                     |
| Middlesex                                                       | Medford          | 21,32                                                                                      | 34,32 | 21                                                | Route 38 (en) – Somerville, Medford                                           | Indication en direction sud                                                                                      |
| Middlesex                                                       | Medford          | 21,74                                                                                      | 34,99 | 22                                                | Route 16 (en) ouest (Mystic Valley Parkway) – Arlington                       | Indication en direction nord                                                                                     |
| Middlesex                                                       | Medford          | 21,86                                                                                      | 35,18 | 22                                                | Route 16 (en) est – Everett, Revere                                           | Indication en direction sud                                                                                      |
| Middlesex                                                       | Medford          | 22,55                                                                                      | 36,30 | 23                                                | Route 60 (en) – Medford, Malden                                               | |
| Middlesex                                                       | Medford          | 23,23                                                                                      | 37,38 | 24                                                | Route 28 (en) (Fellsway ouest) – Winchester                                   | |
| Middlesex                                                       | Stoneham         | 25,28                                                                                      | 40,68 | 25                                                | Route 28 (en) nord – Stoneham, Melrose                                        | Sortie direction nord, entrée direction sud                                                                      |
| Middlesex                                                       | Stoneham         | 26,09                                                                                      | 41,98 | 26                                                | Park Street – Stoneham, Melrose                                               | Sortie direction sud, entrée direction nord                                                                      |
| Middlesex                                                       | Woburn           | 26,93                                                                                      | 43,34 | 27                                                | Montvale Avenue – Stoneham, Woburn                                            | |
| Middlesex                                                       | Reading          | 28,48                                                                                      | 45,83 | 27A-B                                             | I-95 / Route 128 – Peabody, Waltham                                           | Indiqué sortie 28A (nord) et 28B (sud); sortie 55A-B de l'I-95                                                   |
| Middlesex                                                       | Woburn           | 29,97                                                                                      | 48,22 | 30                                                | Commerce Way / Atlantic Avenue – Anderson RTC                                 | |
| Middlesex                                                       | Wilmington       | 31,14                                                                                      | 50,11 | 31                                                | Route 129 (en) – Reading, Wilmington                                          | |
| Middlesex                                                       | Wilmington       | 32,64                                                                                      | 52,52 | 33                                                | Concord Street – Wilmington                                                   | |
| Middlesex                                                       | Wilmington       | 34,06                                                                                      | 54,82 | 34                                                | Route 62 (en) – North Reading, Wilmington                                     | |
| Middlesex                                                       | Wilmington       | 34,63                                                                                      | 55,73 | 35                                                | Route 125 (en) – Andover, North Andover                                       | |
| Essex                                                           | Andover          | 37,68                                                                                      | 60,64 | 38                                                | Dascomb Road – Tewksbury, Andover                                             | |
| Essex                                                           | Andover          | 39,20                                                                                      | 63,08 | 39                                                | Route 133 (en) – Andover, Tewksbury nord                                      | Indiqué sortie 39A (est) et 39B (ouest) en direction sud                                                         |
| Essex                                                           | Andover          | 40,52                                                                                      | 65,21 | 40                                                | I-495 – Lawrence, Lowell                                                      | Indiqué sortie 40A (nord) et 40B (sud); sortie 97A-B de l'I-495                                                  |
| Essex                                                           | Andover          | 42,42                                                                                      | 68,27 | 42                                                | River Road – Lawrence sud                                                     | |
| Essex                                                           | Fleuve Merrimack | 43,14                                                                                      | 69,43 | Pont mémorial General Edward D. Sirois            | Pont mémorial General Edward D. Sirois                                        | Pont mémorial General Edward D. Sirois                                                                           |
| Essex                                                           | Methuen          | 43,47                                                                                      | 69,95 | 43                                                | Route 110 (en) / Route 113 (en) – Lawrence, Dracut                            | Indiqué sortie 43A (est) et 43B (ouest) en direction nord                                                        |
| Essex                                                           | Methuen          | 45,11                                                                                      | 72,60 | 45                                                | Pelham Street                                                                 | |
| Essex                                                           | Methuen          | 45,48                                                                                      | 73,20 | 46                                                | Route 213 est (Loop Connector) – Methuen, Haverhill                           | |
| Essex                                                           | Methuen          | 46,25                                                                                      | 74,43 |                                                   | I-93 nord – Manchester, Concord                                               | Continue au New Hampshire                                                                                        |
| - Terminus de multiplex - Accès incomplet - Transition de route |                  |                                                                                            |       |                                                   |                                                                               | |

### New Hampshire
Le New Hampshire utilise des numéros de sortie séquentiels plutôt que basés sur la distance.
| Interstate 93                                     |                    |                                            |        |                                             |                                                                                | |
| Comté                                             | Municipalité       | mi                                         | km     | Sortie                                      | Intersections / Destinations                                                   | Notes |
| Rockingham                                        | Salem              | 0,00                                       | 0,00   |                                             | I-93 sud – Boston                                                              | Continue au Massachusetts                                                                                 |
| Rockingham                                        | Salem              | 1,37                                       | 2,20   | 1                                           | Rockingham Park Boulevard vers NH 28 (en) / NH 38 (en) – Salem                 | |
| Rockingham                                        | Salem              | 3,00                                       | 4,83   | 2                                           | Vers NH 38 (en) / NH 97 (en) – Pelham, Salem                                   | |
| Rockingham                                        | Windham            | 5,82                                       | 9,37   | 3                                           | NH 111 (en) – Windham, Salem nord                                              | |
| Rockingham                                        | Londonderry        | 11,34                                      | 18,35  | 4                                           | NH 102 (en) – Derry, Londonderry                                               | |
| Rockingham                                        | Londonderry        | 15,29                                      | 24,61  | 5                                           | NH 28 (en) – Londonderry nord                                                  | |
| Hillsborough                                      | Manchester         | 18,49                                      | 29,75  | —                                           | I-293 nord / NH 101 (en) ouest – Manchester, Bedford                           | Terminus sud du multiplex avec NH 101; terminus sud de l'I-293                                            |
| Hillsborough                                      | Manchester         | 20,59                                      | 33,14  | 6                                           | Candia Roas, Hanover Street                                                    | Entrée direction en nord vers NH 101 est seulement; sortie en direction sud depuis I-93 seulement         |
| Hillsborough                                      | Manchester         | 20,97                                      | 33,74  | 7                                           | NH 101 (en) est – Portsmouth, Seacoast                                         | Terminus nord du multiplex avec NH 101                                                                    |
| Hillsborough                                      | Manchester         | 22,09                                      | 35,56  | 8                                           | Wellington Road, Bridge Street vers NH 28A (en)                                | |
| Merrimack                                         | Hooksett           | 23,92                                      | 38,50  | 9                                           | US 3 / NH 28 (en) – Hooksett, Manchester                                       | Indiqué sortie 9N (nord) et 9S (sud)                                                                      |
| Merrimack                                         | Hooksett           | 25,73                                      | 41,40  | 10                                          | NH 3A (en) – Hooksett                                                          | |
| Merrimack                                         | Hooksett           | 26,69                                      | 42,95  | —                                           | I-293 sud / Everett Turnpike (en) – Manchester, Nashua, Aéroport de Manchester | Terminus sud du multiplex avec Everett Turnpike; terminus nord de l'I-293                                 |
| Merrimack                                         | Hooksett           | 28,66                                      | 46,27  | Poste de péage de Hooksett                  | Poste de péage de Hooksett                                                     | Poste de péage de Hooksett                                                                                |
| Merrimack                                         | Hooksett           | 28,75                                      | 46,12  | 11                                          | NH 3A (en) – Hooksett                                                          | |
| Merrimack                                         | Bow                | 35,50                                      | 57,12  | —                                           | I-89 nord – Lebanon, White River Junction                                      | Terminus sud de l'I-89                                                                                    |
| Merrimack                                         | Concord            | 35,98                                      | 57,90  | 12                                          | NH 3A (en) (South Main Street) vers I‑89 – Bow Junction                        | Indiqué sortie 12S (sud) et 12N (nord)                                                                    |
| Merrimack                                         | Concord            | 37,33                                      | 60,08  | 13                                          | US 3 – Centre-ville de Concord                                                 | |
| Merrimack                                         | Concord            | 38,45                                      | 61,89  | 14                                          | NH 9 (en) (Loudon Road) – Bureaux d'État Everett Turnpike (en)                 | Terminus nord du multiplex avec Everett Turnpike                                                          |
| Merrimack                                         | Concord            | 38,98                                      | 62,73  | 15E                                         | I-393 est/ US 4 est / US 202 est – Loudon, Portsmouth                          | Terminus sud du multiplex avec US 4; terminus ouest de l'I-393                                            |
| Merrimack                                         | Concord            | 38,98                                      | 62,73  | 15W                                         | US 202 ouest vers US 3 (North Main Street)                                     | |
| Merrimack                                         | Concord            | 40,19                                      | 64,68  | 16                                          | NH 132 (en) – Concord est                                                      | |
| Merrimack                                         | Concord            | 44,58                                      | 71,75  | 17                                          | US 4 ouest vers US 3 / NH 132 (en) – Penacook, Boscawen                        | Terminus nord du multiplex avec US 4; indiqué sortie 17W (ouest) et 17E (est) en direction sud            |
| Merrimack                                         | Canterbury         | 47,87                                      | 77,04  | 18                                          | Vers NH 132 (en) – Canterbury                                                  | |
| Merrimack                                         | Northfield         | 54,98                                      | 88,48  | 19                                          | NH 132 (en) – Northfield, Franklin                                             | Sortie direction nord, entrée direction sud                                                               |
| Belknap                                           | Tilton             | 56,91                                      | 91,58  | 20                                          | US 3 / NH 11 (en) vers NH 132 (en) / NH 140 (en) – Tilton, Laconia             | |
| Belknap                                           | Sanbornton         | 61,16                                      | 98,43  | 22                                          | NH 127 (en) – Sanbornton, Franklin ouest                                       | |
| Belknap                                           | New Hampton        | 69,23                                      | 111,41 | 23                                          | NH 104 (en) / NH 132 (en) – Meredith, New Hampton                              | |
| Grafton                                           | Ashland            | 75,31                                      | 121,20 | 24                                          | US 3 / NH 25 (en) – Ashland, Holderness                                        | |
| Grafton                                           | Holderness         | 79,99                                      | 128,74 | 25                                          | NH 175A (en) (Holderness Road) – Plymouth                                      | |
| Grafton                                           | Plymouth           | 80,88                                      | 130,16 | 26                                          | US 3 / NH 25 (en) / NH 3A (en) sud – Plymouth, Rumney                          | |
| Grafton                                           | Campton            | 83,76                                      | 134,80 | 27                                          | Vers US 3 – Blair Bridge, Campton ouest                                        | |
| Grafton                                           | Campton            | 86,82                                      | 139,72 | 28                                          | NH 49 (en) vers NH 175 (en) – Campton, Waterville Valley                       | |
| Grafton                                           | Thornton           | 88,54                                      | 142,50 | 29                                          | US 3 – Thornton                                                                | |
| Grafton                                           | Woodstock          | 94,40                                      | 151,92 | 30                                          | US 3 – Woodstock, Thornton                                                     | |
| Grafton                                           | Woodstock          | 97,33                                      | 156,64 | 31                                          | Tripoli Road vers NH 175 (en)                                                  | |
| Grafton                                           | Woodstock          | 100,50                                     | 161,74 | 32                                          | NH 112 (en) – Lincoln, Woodstock nord                                          | |
| Grafton                                           | Lincoln            | 102,54                                     | 165,02 | 33                                          | US 3 – Woodstock nord, Lincoln nord                                            | |
| Grafton                                           | Lincoln            | Terminus sud de la Franconia Notch Parkway |        |                                             |                                                                                | |
| Grafton                                           | Lincoln            | 104,32                                     | 167,88 | 34A                                         | US 3 sud – Flume Gorge, Centre d'Information du parc                           | Terminus sud du multiplex avec US 3; pas d'entrée en direction sud; terminus sud de la route à deux voies |
| Grafton                                           | Franconia          | 110,16                                     | 177,28 | 34B                                         | Cannon Mountain Tramway – Site historique de Old Man                           | |
| Grafton                                           | Franconia          | 110,86                                     | 178,41 | 34C                                         | NH 18 (en) nord – Plage de Echo Lake, Peabody Slopes, Cannon Mountain          | Terminus nord de la route à deux voies                                                                    |
| Grafton                                           | Franconia          | 111,40                                     | 179,28 | Terminus nord de la Franconia Notch Parkway | Terminus nord de la Franconia Notch Parkway                                    | Terminus nord de la Franconia Notch Parkway                                                               |
| Grafton                                           | Franconia          | 112,32                                     | 180,75 | 35                                          | US 3 nord – Twin Mountain, Lancaster                                           | Terminus nord du multiplex avec US 3; sortie direction nord, entrée direction sud                         |
| Grafton                                           | Franconia          | 112,95                                     | 181,77 | 36                                          | NH 141 (en) vers US 3 – Twin Mountain, Franconia                               | |
| Grafton                                           | Franconia          | 115,95                                     | 186,60 | 37                                          | NH 18 (en) / NH 142 (en) – Franconia, Bethlehem                                | Sortie direction nord, entrée direction sud                                                               |
| Grafton                                           | Franconia          | 116,73                                     | 187,86 | 38                                          | NH 18 (en) / NH 116 (en) / NH 117 (en) / NH 142 (en) – Franconia, Sugar Hill   | NH 142 non-indiqué en direction nord                                                                      |
| Grafton                                           | Bethlehem          | 119,30                                     | 191,99 | 39                                          | NH 118 (en) / NH 116 (en) – Franconia nord, Sugar Hill                         | Sortie direction sud, entrée direction nord                                                               |
| Grafton                                           | Bethlehem          | 120,78                                     | 194,37 | 40                                          | US 302 / NH 18 (en) – Bethlehem, Twin Mountain                                 | |
| Grafton                                           | Littleton          | 122,42                                     | 197,01 | 41                                          | NH 116 (en) – Littleton, Whitefield                                            | |
| Grafton                                           | Littleton          | 124,40                                     | 200,20 | 42                                          | US 302 / NH 10 (en) vers NH 18 (en) – Littleton, Woodsville                    | |
| Grafton                                           | Littleton          | 126,13                                     | 202,99 | 43                                          | NH 135 (en) vers NH 18 (en) – Littleton, Dalton                                | |
| Grafton                                           | Littleton          | 130,36                                     | 209,79 | 44                                          | NH 18 (en) / NH 135 (en) – Monroe, Waterford                                   | |
| Fleuve Connecticut                                | Fleuve Connecticut | 131,76                                     | 212,05 |                                             | I-93 nord – I-91, Saint-Johnsbury                                              | Continue au Vermont                                                                                       |
| - Terminus de multiplex - Péage - Accès incomplet |                    |                                            |        |                                             |                                                                                | |

### Vermont
| Interstate 93      |                    |       |       |        |                                                                              |                                                              |
| Comté              | Municipalité       | mi    | km    | Sortie | Intersections / Destinations                                                 | Notes                                                        |
| Fleuve Connecticut | Fleuve Connecticut | 0,00  | 0,00  |        | I-93 sud – Littleton, Manchester                                             | Continue au New Hampshire                                    |
| Caledonia          | Waterford          | 7,51  | 12,09 | 7      | VT 18 (en) vers US 2 – Saint-Johnsbury, Lower Waterford, Saint-Johnsbury est |                                                              |
| Caledonia          | Waterford          | 11,10 | 17,87 | 11     | I-91 – Saint-Johnsbury, White River Junction                                 | Indiqué sortie 11A (sud) et 11B (nord); sortie 128 de l'I-91 |
|                    |                    |       |       |        |                                                                              |                                                              |

## Autoroutes reliées
- Interstate 293
- Interstate 393